# دیره اسماعیل‌خان، پاکستان
دیره اسماعیل‌خان (به اردو: ڈیرہ اسماعیل خان) شهری در ایالت مرزی شمال غربی کشور پاکستان است که در سرشماری سال ۲۰۰۶ میلادی، ۱۰۲٫۹۹۹ نفر جمعیت داشته‌است.
دیره اسماعیل‌خان در جنوب خیبر پختونخوا و در ساحل غربی رودخانه سند واقع شده‌است. مردم آن بیشتر به پرورش دام مشغولند. «دیره» به معنی چادر و خیمه است.
مردم این شهر به پشتو در این منطقه صحبت می‌شود. ساکنان اولیه در اینجا متعلق به قوم لکهیسر هستند که از کوهات آمده و در اینجا سکونت گزیده‌اند. اصلی‌ترین پیشه لکهیسری‌ها اسلحه‌سازی بود و حتی امروزه هم مشغول تعمیر سلاح هستند. افراد زیادی با این حرفه مرتبط هستند. برای مدتی مردم قوم لکهیسر منطقه بزرگی از دیره را در اختیار داشتند، اما بعداً زمین‌های خود را به ذیگران فروختند. 
دیره اسماعیل خان در ابتدا منطقه‌ای کم‌سکنه بود، اما بعداً کشاورزی در آن توسعه قابل توجهی یافت و خانه‌های بزرگ در مزارع آن ساخته شد. روش‌های جدید آبیاری با استفاده از چاه‌های لوله در آن رشد یافت و دانشگاهی به نام دانشگاه گومل نیز در این شهر ساخته شد.